# اعتلال الشحوم
اعتلال الشحوم أو الدهون المرضية (بالإنجليزية: Adiposopathy) يُعرف بأنه الخلايا الشحمية المرضية والأنسجة الدهنية والاضطرابات الوظيفية والتشوهات الوظيفية، التي يعززها توازن السعرات الحرارية الإيجابية في الأفراد المعرضين لمخاطر وراثية وبيئية.وقد تؤدي الغدد الصماء المسببة للأمراض والاستجابات المناعية مباشرة إلى  تشجيع حدوث أمراض القلب والأوعية الدموية،  وقد تزداد سوءا بين أكثر الامراض الايضية شيوعا التي تصادفها البلدان المتقدمة النمو وذلك نظرًا لأن العديد من هذه الأمراض الأيضية هي عوامل خطر رئيسية لأمراض القلب والأوعية الدموية (على سبيل المثال، داء السكري من النوع 2، وارتفاع ضغط الدم، وعسر شحميات الدم)، فإن اعتلال الشحوم يزيد أيضًا بشكل غير مباشر من خطر الأمراض القلبية الوعائية، وهو مساهم مهم في المتلازمة الأيضية.

## التشخيص
تعترف معظم المنظمات الطبية بالسمنة كمرض. وفقًا لجمعية طب السمنة "خوارزمية السمنة": "تُعرف السمنة بأنها مرض مزمن ومتكرر ومتعدد العوامل والسلوك العصبي، حيث تؤدي زيادة الدهون في الجسم إلى تعزيز الخلل في الأنسجة الدهنية والقوى الجسدية غير الطبيعية للدهون، مما يؤدي إلى التمثيل الغذائي الضار، وإلى عواقب سلبية على التمثيل الغذائي والميكانيكي الحيوي والصحة النفسية الاجتماعية. "وفقًا لهذا التعريف الوظيفي، يمكن تصنيف المرضى الذين يعانون من مرض السمنة بشكل عام إلى مرضى يعانون من" أمراض كتلة الدهون "و" أمراض الدهون المرضية
«مرض كتلة الدهون» يمثل الأمراض المتعلقة بالقوى الجسدية غير الطبيعية، مثل الضغط على المفاصل الحاملة للوزن، والجمود، وضغط الأنسجة، واحتكاك الأنسجة. ينتج «مرض الدهون المرضية» (اعتلال الشحوم) من اختلال استجابات الغدد الصماء والمناعة التي تساهم في ظهور أو تفاقم ارتفاع ضغط الدم وجلوكوز الدم والدهون وأمراض التمثيل الغذائي الأخرى
من الناحية السريرية، يتم تشخيص المريض على أنه مصاب بالاعتلال الشحمي، إذا كانت زيادة الدهون في الجسم هي السبب الأكثر ترجيحًا لظهور أو تفاقم التشوهات الأيضية المميزة.
في بعض النواحي، تشخيص اعتلال الشحوم هو تشخيص للإستثناء. يحتوي«داء السكري من النوع 2» على عدد من الأسباب المحتملة غير المرتبطة إلى حد كبير بزيادة دهون الجسم، مثل داء ترسب الأصبغة الدموية، والتهاب البنكرياس المزمن، وفرط الكورتيزولاز، وهرمون النمو المفرط، والمتلازمات الجينية لمقاومة الأنسولين، وانخفاض وظائف خلايا بيتا البنكرياس بسبب المتلازمات الوراثية أو الاستئصال الجراحي
يمكن أن يكون إرتفاع ضغط الدم بسبب ورم القواتم، فرط الألدوستيرونية الأولية، فرط الكورتيزولات، فرط نشاط الغدة الدرقية، تضيق الشريان الكلوي، أمراض الكلى المختلفة، والمتلازمات العائلية أو الوراثية. يمكن أن يكون «عسر شحميات الدم» نتيجة لقصور الغدة الدرقية، أو داء السكري غير الخاضع للرقابة، أو أنواع معينة من أمراض الكبد أو الكلى، والاضطرابات الشحمية الوراثية ومع ذلك، في حالة عدم وجود أسباب ثانوية أخرى، ووجود ظهور أو تفاقم جديد لأمراض التمثيل الغذائي الدهني مع زيادة الدهون في الجسم ثم بتطبيق مبادئ شفرة أوكام (pluralitas non est ponenda sine necessitate)حيث من بين النظريات المتنافسة مع تنبؤات مماثلة، فإن أبسطها أفضل من الاعتلال الشحمي فهو أبسط تفسير حول سبب تأدية زيادة الدهون في الجسم إلى أمراض التمثيل الغذائي.

## العلاج
نظرًا لعدم وجود معايير تشخيصية مقبولة للاعتلال الشحمي، لم تتلق أي أدوية مؤشرات علاج محددة من قبل الهيئات التنظيمية لعلاج «الدهون المرضية» ومع ذلك، فإن علاجات إنقاص الوزن لدى المرضى الذين يعانون من زيادة الوزن لا تحسن فحسب، في بعض الأحيان تطبيع مختلف عوامل الأنسجة الدهنية التي قد تسبب أو تساهم في الامراض الايضية، لكنها أيضا تحسن وأحيانا «علاج» الامراض الايضية مثل داء السكري من النوع 2 وارتفاع ضغط الدم وعسر شحميات الدم من خلال القيام بذلك، فإن هذه العلاجات (التي تتضمن نظامًا غذائيًا مناسبًا وممارسة الرياضة البدنية) تعالج بشكل فعال اعتلال الدهون أو «الدهون المريضة». بالإضافة إلى ذلك، قد تساعد الأدوية التي تزيد من توظيف الخلايا الدهنية الجديدة والصحية في علاج الامراض الايضية على سبيل المثال، تُستَخدم عوامل المستقبلات المُنشّطة بالبروكسيسوم من النوع غاما (PPAR) كأدوية شائعة لعلاج داء السكري من النوع 2. "بيوغليتازون" هو مثال على دواء "PPAR gamma agonist " الذي يخفض نسبة السكر في الدم ويحسن مستويات الدهون. وجزء من آلية عمل أدوية PPAR غاما هي زيادة كمية الأنسجة الدهنية الوظيفية أو الصحية. ونتيجة لذلك، فإن العديد من المرضى عولجوا بهذه الأنواع من الأدوية التي تزيد من دهون الجسم. في البداية، قد يبدو من الغريب والمتناقض تقريبًا استخدام دواء يزيد الأنسجة الدهنية لعلاج أمراض التمثيل الغذائي التي تسببها الكثير من الأنسجة الدهنية. ومع ذلك، عند شرحه من خلال مفهوم الشحوم الدهنية، لا يوجد مثل هذا التناقض. لأن عوامل جاما PPAR تعمل عن طريق زيادة كمية الدهون الصحية والوظيفية، وتقليل نسبة الأنسجة الدهنية في البطن، وتقليل «الكبد الدهني». كل هذه التأثيرات على الأنسجة الدهنية فعالة في علاج الدهون المريضة وتحسين التمثيل الغذائي. وبالتالي، في إطار الدهون «المريضة» مقابل «الصحية»، يسهل فهم الأساس المنطقي وراء استخدام هذه الأدوية